# Canton de Grand Bourgtheroulde
Le canton de Grand Bourgtheroulde, précédemment appelé canton de Bourgtheroulde-Infreville, est une circonscription électorale française située dans le département de l'Eure et la région Normandie.

## Histoire
- De 1833 à 1848, les cantons de Bourgtheroulde et de Montfort-sur-Risle avaient le même conseiller général. Le nombre de conseillers généraux était limité à 30 par département.

- Un nouveau découpage territorial de l'Eure (département) entre en vigueur à l'occasion des élections départementales de mars 2015, défini par le décret du 25 février 2014[1], en application des lois du 17 mai 2013 (loi organique 2013-402 et loi 2013-403)[3]. Les conseillers départementaux sont, à compter de ces élections, élus au scrutin majoritaire binominal mixte. Les électeurs de chaque canton élisent au Conseil départemental, nouvelle appellation du Conseil général, deux membres de sexe différent, qui se présentent en binôme de candidats. Les conseillers départementaux sont élus pour 6 ans au scrutin binominal majoritaire à deux tours, l'accès au second tour nécessitant 12,5 % des inscrits au 1er tour. En outre la totalité des conseillers départementaux est renouvelée. Ce nouveau mode de scrutin nécessite un redécoupage des cantons dont le nombre est divisé par deux avec arrondi à l'unité impaire supérieure si ce nombre n'est pas entier impair, assorti de conditions de seuils minimaux[4]. Dans l'Eure, le nombre de cantons passe ainsi de 43 à 23. Le nombre de communes du canton de Bourgtheroulde-Infreville passe de 18 à 36.

- Le nouveau canton de Bourgtheroulde-Infreville est formé de communes des anciens cantons d'Amfreville-la-Campagne (18 communes) et de Bourgtheroulde-Infreville (18 communes). Le canton est entièrement inclus dans l'arrondissement de Bernay. Le bureau centralisateur est situé à Grand Bourgtheroulde.

- À la suite du décret du 5 mars 2020, le canton change de nom au profit de Grand Bourgtheroulde[2].

## Géographie
Ce canton est organisé autour de Grand Bourgtheroulde dans l'arrondissement de Bernay. Son altitude varie de 60 m (Saint-Ouen-du-Tilleul) à 173 m (Bosguérard-de-Marcouville) pour une altitude moyenne de 133 m.

## Représentation

### Conseillers d'arrondissement (de 1833 à 1940)
| Période                                  | Période      | Identité                                      | Étiquette                | Qualité |
| ---------------------------------------- | ------------ | --------------------------------------------- | ------------------------ | --- |
| 1833                                     |              | M. Bosquier                                   |                          | Maire de Bourgtheroulde                                                                                     |
|                                          |              |                                               |                          | |
| 1848                                     | 1877 (décès) | Comte Pierre Alexandre de Luchapt (1789-1877) |                          | Chef de bataillon en retraite, propriétaire du château de Bosnormand                                        |
| 1877                                     | 1883         | Jean-Baptiste Leduc                           | Républicain              | Maire d'Épreville                                                                                           |
| 1883                                     | 1898         | Léon Amédée Gruel                             | Monarchiste              | Maire de Bourgtheroulde                                                                                     |
|                                          |              |                                               |                          | |
| 1901                                     | 1912         | Arsène-Léonor Leroux                          | Républicain              | Notaire, maire de Bourgtheroulde                                                                            |
| 1912                                     | 1919         | Hippolyte Happey                              | Républicain progressiste | Maire de Bosnormand                                                                                         |
| 1919                                     | 1925         | Raoul-Augustin Fréret                         | Républicain              | Propriétaire, maire de Saint-Philbert-sur-Boissey                                                           |
| 1925                                     | 1931         | Louis François Alexandre Bourgalley           |                          | Propriétaire, maire de Berville-en-Roumois                                                                  |
| 1931                                     | 1940         | Lucien Loir                                   | Union nationale          | Propriétaire à Berville-en-Roumois                                                                          |
| 1940                                     |              |                                               |                          | Les conseils d'arrondissement ont été suspendus par la loi du 12 octobre 1940 et n'ont jamais été réactivés |
| Les données manquantes sont à compléter. |              |                                               |                          | |

### Conseillers généraux de 1833 à 2015
| Période | Période      | Identité                                   | Étiquette                | Qualité |
| ------- | ------------ | ------------------------------------------ | ------------------------ | --- |
| 1833    | 1871         | Noël Jacques Lefebvre-Duruflé              | Majorité dynastique      | Industriel, membre du Conseil d'État Député (1849-1851) Sénateur (1852-1870), maire de Pont-Authou Ministre (1851-1852)                                                                   |
| 1871    | 1892         | Christian Marie Pierre Leviconte de Blangy | Droite légitimiste       | Maire de Boissey-le-Châtel |
| 1892    | 1898         | Lucien-Wilfrid Bataille                    | Républicain              | Suppléant du juge de paix de Bourgtheroulde |
| 1898    | 1902 (décès) | Léon Amédée Gruel                          | Républicain rallié       | Propriétaire, ancien maire de Bourgtheroulde, conseiller d'arrondissement |
| 1902    | 1908 (décès) | Léon Octave Gruel (fils du précédent)      | Républicain              | Propriétaire Maire de Bourgtheroulde (1902-1906) |
| 1908    | 1910         | Arsène-Léonor Leroux                       | Rad.                     | Notaire Maire de Bourgtheroulde (1906-1928), conseiller d'arrondissement |
| 1910    | 1912 (décès) | Christophe Allard                          | Républicain Progressiste | Docteur en droit à Rouen Maire de Boscherville |
| 1912    | 1922         | Juste Derais                               | Entente (droite)         | Propriétaire-agriculteur à Berville-en-Roumois |
| 1922    | 1923 (décès) | Ernest Sauvage (1853-1923)                 | RG                       | Pharmacien, conseiller municipal de Bourgtheroulde |
| 1923    | 1940         | Alphonse Prévret                           | RG-Rad.                  | Huissier - Maire de Boissey-le-Châtel |
|         |              |                                            |                          | |
| 1943    | 1945         | Gilbert Martin (1899-1976)                 |                          | Agriculteur, Président du Comité départemental des céréales Maire de Theillement Membre de la Commission administrative départementale (1940-1943) Nommé conseiller départemental en 1943 |
|         |              |                                            |                          | |
| 1945    | 1973         | André Prévret (1908-1981)                  | Rad. puis MRG            | Clerc d'huissier, Boissey-le-Châtel |
| 1973    | 1998         | Jean Guenier                               | CD puis UDF-CDS          | Exploitant agricole Sénateur de l'Eure (1989) Maire de Le Bosc-Roger-en-Roumois (1959-2001)                                                                                               |
| 1998    | 2004         | Pierre-Louis Brau                          | DVD                      | Chef d'entreprise Maire de Saint-Ouen-du-Tilleul |
| 2004    | 2015         | Bruno Questel                              | PS                       | Avocat Maire de Bourgtheroulde-Infreville (2002-2017) Suppléant du député François Loncle (2012-2017)                                                                                     |

### Conseillers départementaux depuis 2015
| Période élective | Période élective | Mandat | Mandat   | Identité             | Nuance | Nuance | Qualité                                                                                       |
| ---------------- | ---------------- | ------ | -------- | -------------------- | ------ | ------ | --------------------------------------------------------------------------------------------- |
| 2015             | 2021             | 2015   | 2021     | Gaby Lefebvre        |        | LREM   | Maire LREM de Saint-Pierre-des-Fleurs de 2014 à 2018 (démissionnaire)                         |
| 2015             | 2021             | 2015   | 2021     | Bruno Questel        |        | LREM   | Avocat Ancien maire de Grand-Bourgtheroulde Député LREM (2017-2022)                           |
| 2021             | 2028             | 2021   | en cours | Nathalie Betton      |        | DVG    | Directrice de la Fédération des foyers ruraux de l'Eure Conseillère municipale de Thénouville |
| 2021             | 2028             | 2021   | en cours | Michaël Ono Dit Biot |        | PS     | Responsable opérationnel Premier adjoint au maire de Bosroumois                               |

### Résultats détaillés

#### Élections de mars 2015
À l'issue du 1er tour des élections départementales de 2015, deux binômes sont en ballottage : Mélissa Leblanc et Henri Rogier (FN, 30,09 %) et Gaby Lefebvre et Bruno Questel (Union de la Gauche, 27,72 %). Le taux de participation est de 54,72 % (11 452 votants sur 20 930 inscrits) contre 50,53 % au niveau départemental et 50,17 % au niveau national.
Au second tour, Gaby Lefebvre et Bruno Questel (Union de la Gauche) sont élus avec 58,59 % des suffrages exprimés et un taux de participation de 55,36 % (6 079 voix pour 11 581 votants et 20 920 inscrits).
Bruno Questel est adhérent à La République en marche !.

#### Élections de juin 2021
Le premier tour des élections départementales de 2021 est marqué par un très faible taux de participation (33,26 % au niveau national). Dans le canton de Grand Bourgtheroulde, ce taux de participation est de 34,7 % (7 577 votants sur 21 833 inscrits) contre 33,02 % au niveau départemental. À l'issue de ce premier tour, deux binômes sont en ballottage : Véronique Henon et Bruno Questel (Divers, 31,13 %) et Nathalie Betton et Michaël Ono Dit Biot (PS, 28,15 %).
Le second tour des élections est marqué une nouvelle fois par une abstention massive équivalente au premier tour. Les taux de participation sont de 34,3 % au niveau national, 32,76 % dans le département et 34,17 % dans le canton de Grand Bourgtheroulde. Nathalie Betton et Michaël Ono Dit Biot (PS) sont élus avec 50,37 % des suffrages exprimés (3 230 voix pour 7 460 votants et 21 831 inscrits),,.
Le recours formulé par le candidat battu de 48 voix Bruno Questel est rejeté par le Conseil d'État en août 2022, confirmant ainsi le jugement du tribunal administratif de Rouen de janvier 2022.

## Composition

### Composition avant 2015
Le canton de Bourgtheroulde-Infreville regroupait dix-huit communes.
| Nom                                   | Code Insee | Codepostal | Superficie (km2) | Population (dernière pop. légale) | Densité (hab./km2) |
| ------------------------------------- | ---------- | ---------- | ---------------- | --------------------------------- | ------------------ |
| Bourgtheroulde-Infreville (chef-lieu) | 27105      | 27520      | 11,62            | 2 890 (2012)                      | 249                |
| Berville-en-Roumois                   | 27062      | 27520      | 9,25             | 816 (2012)                        | 88                 |
| Boissey-le-Châtel                     | 27077      | 27520      | 4,38             | 890 (2012)                        | 203                |
| Bosc-Bénard-Commin                    | 27084      | 27520      | 4,21             | 313 (2012)                        | 74                 |
| Bosc-Bénard-Crescy                    | 27085      | 27310      | 4,39             | 359 (2012)                        | 82                 |
| Bosc-Renoult-en-Roumois               | 27089      | 27520      | 2,56             | 430 (2012)                        | 168                |
| Le Bosc-Roger-en-Roumois              | 27090      | 27670      | 9,90             | 3 146 (2012)                      | 318                |
| Bosguérard-de-Marcouville             | 27092      | 27520      | 12,00            | 601 (2012)                        | 50                 |
| Bosnormand                            | 27093      | 27670      | 3,34             | 326 (2012)                        | 98                 |
| Épreville-en-Roumois                  | 27223      | 27310      | 6,65             | 399 (2012)                        | 60                 |
| Flancourt-Catelon                     | 27244      | 27310      | 7,97             | 485 (2012)                        | 61                 |
| Saint-Denis-des-Monts                 | 27531      | 27520      | 3,88             | 222 (2012)                        | 57                 |
| Saint-Léger-du-Gennetey               | 27558      | 27520      | 3,27             | 176 (2012)                        | 54                 |
| Saint-Ouen-du-Tilleul                 | 27582      | 27670      | 3,99             | 1 558 (2012)                      | 390                |
| Saint-Philbert-sur-Boissey            | 27586      | 27520      | 3,03             | 171 (2012)                        | 56                 |
| Theillement                           | 27626      | 27520      | 7,14             | 396 (2012)                        | 55                 |
| Thuit-Hébert                          | 27637      | 27520      | 3,68             | 320 (2012)                        | 87                 |
| Voiscreville                          | 27699      | 27520      | 1,69             | 124 (2012)                        | 73                 |

### Composition à partir de 2015
Le nouveau canton de Bourgtheroulde-Infreville comprend vingt-cinq communes entières compte tenu des fusions de communes intervenues au 1er janvier 2017.
À la suite du décret du 5 mars 2020, la commune nouvelle de Thénouville est entièrement rattachée au canton.
| Nom                                          | Code Insee | Intercommunalité       | Superficie (km2) | Population (dernière pop. légale) | Densité (hab./km2) | Modifier                                    |
| -------------------------------------------- | ---------- | ---------------------- | ---------------- | --------------------------------- | ------------------ | ------------------------------------------- |
| Grand Bourgtheroulde (bureau centralisateur) | 27105      | CC Roumois Seine       | 19,51            | 4 006 (2022)                      | 205                | modifier les données · modifier les données |
| Amfreville-Saint-Amand                       | 27011      | CC Roumois Seine       | 9,62             | 1 200 (2022)                      | 125                | modifier les données · modifier les données |
| Le Bec-Thomas                                | 27053      | CA Seine-Eure          | 1,40             | 200 (2022)                        | 143                | modifier les données · modifier les données |
| Boissey-le-Châtel                            | 27077      | CC Roumois Seine       | 4,38             | 877 (2022)                        | 200                | modifier les données · modifier les données |
| Bosroumois                                   | 27090      | CC Roumois Seine       | 13,24            | 3 855 (2022)                      | 291                | modifier les données · modifier les données |
| Flancourt-Crescy-en-Roumois                  | 27085      | CC Roumois Seine       | 19,01            | 1 586 (2022)                      | 83                 | modifier les données · modifier les données |
| Fouqueville                                  | 27261      | CC du Pays du Neubourg | 8,18             | 443 (2022)                        | 54                 | modifier les données · modifier les données |
| La Harengère                                 | 27313      | CA Seine-Eure          | 3,59             | 598 (2022)                        | 167                | modifier les données · modifier les données |
| La Haye-du-Theil                             | 27320      | CC du Pays du Neubourg | 7,02             | 324 (2022)                        | 46                 | modifier les données · modifier les données |
| Les Monts du Roumois                         | 27062      | CC Roumois Seine       | 23,81            | 1 609 (2022)                      | 68                 | modifier les données · modifier les données |
| Saint-Cyr-la-Campagne                        | 27529      | CA Seine-Eure          | 2,91             | 429 (2022)                        | 147                | modifier les données · modifier les données |
| Saint-Denis-des-Monts                        | 27531      | CC Roumois Seine       | 3,88             | 208 (2022)                        | 54                 | modifier les données · modifier les données |
| Saint-Didier-des-Bois                        | 27534      | CA Seine-Eure          | 5,58             | 895 (2022)                        | 160                | modifier les données · modifier les données |
| Saint-Germain-de-Pasquier                    | 27545      | CA Seine-Eure          | 1,99             | 122 (2022)                        | 61                 | modifier les données · modifier les données |
| Saint-Léger-du-Gennetey                      | 27558      | CC Roumois Seine       | 3,27             | 170 (2022)                        | 52                 | modifier les données · modifier les données |
| Saint-Ouen-de-Pontcheuil                     | 27579      | CC Roumois Seine       | 1,17             | 101 (2022)                        | 86                 | modifier les données · modifier les données |
| Saint-Ouen-du-Tilleul                        | 27582      | CC Roumois Seine       | 3,99             | 1 777 (2022)                      | 445                | modifier les données · modifier les données |
| Saint-Philbert-sur-Boissey                   | 27586      | CC Roumois Seine       | 3,03             | 172 (2022)                        | 57                 | modifier les données · modifier les données |
| Saint-Pierre-des-Fleurs                      | 27593      | CC Roumois Seine       | 2,79             | 1 688 (2022)                      | 605                | modifier les données · modifier les données |
| Saint-Pierre-du-Bosguérard                   | 27595      | CC Roumois Seine       | 10,10            | 962 (2022)                        | 95                 | modifier les données · modifier les données |
| La Saussaye                                  | 27616      | CA Seine-Eure          | 3,53             | 1 914 (2022)                      | 542                | modifier les données · modifier les données |
| Thénouville                                  | 27089      | CC Roumois Seine       | 13,19            | 1 016 (2022)                      | 77                 | modifier les données · modifier les données |
| Le Thuit de l'Oison                          | 27638      | CC Roumois Seine       | 15,58            | 3 801 (2022)                      | 244                | modifier les données · modifier les données |
| Tourville-la-Campagne                        | 27654      | CC du Pays du Neubourg | 8,27             | 1 114 (2022)                      | 135                | modifier les données · modifier les données |
| Voiscreville                                 | 27699      | CC Roumois Seine       | 1,69             | 117 (2022)                        | 69                 | modifier les données · modifier les données |
| Canton de Grand Bourgtheroulde               | 2705       |                        | 190,73           | 29 184 (2022)                     | 153                | modifier les données                        |

## Démographie

### Démographie avant 2015
| 1975  | 1982   | 1990   | 1999   | 2006   | 2011   | 2012   |
| ----- | ------ | ------ | ------ | ------ | ------ | ------ |
| 7 587 | 10 452 | 11 920 | 12 129 | 13 204 | 13 519 | 13 622 |

### Démographie depuis 2015
En 2022, le canton comptait 29 184 habitants, en évolution de +5,36 % par rapport à 2016 (Eure : −0,25 %, France hors Mayotte : +2,11 %).
| 2013   | 2018   | 2022   |
| ------ | ------ | ------ |
| 26 925 | 28 146 | 29 184 |